# 偏關戰鬥
偏關戰鬥發生起於1927年11月27日，交戰地點則是在中國晉西北一帶，是國民革命軍北伐戰爭的戰鬥之一。鐵角嶺戰鬥的交戰雙方，一方為國民革命軍，另一方為北洋政府所轄軍隊。

## 參看
- 中華民國北洋政府時期內戰戰鬥列表